# Consulat général d'Italie à Paris
Le consulat général d'Italie à Paris est une représentation consulaire de la République italienne en France. Il est situé 5 boulevard Émile-Augier et 17 rue du Conseiller-Collignon (16e arrondissement), en Île-de-France.